# Hilara flavocoxa
Hilara flavocoxa är en tvåvingeart som beskrevs av Straka 1976. Hilara flavocoxa ingår i släktet Hilara och familjen dansflugor. Inga underarter finns listade i Catalogue of Life.